# Рабишка могила
Рабишка могила (до 29 юни 1942 г. Магура) е изолирана височина в Северозападна България, Западния Предбалкан, област Видин.
Изолираната височина Рабишка се издига в най-западната част на Западния Предбалкан и е разположена южно от Рабишкото езеро. Издига се изразително над съседните равнинни околности на повече от 270 м. По северното ѝ подножие преминава условната граница между Западната Дунавска равнина и Западния Предбалкан.
Дължината на възвишението от запад на изток е около 3 км, а ширината му – 0,7 – 0,8 км. Максимална височина е връх Магура (460,9 м), разположен в средната му част. Склоновете му са скалисти, стръмни и са изградени от горноюрски и долнокредни, дълбоко окарстени варовици. Покрито е с редки храсталаци и ксерофитна тревна растителност. Южният склон, който е по-полегат е зает от лозови насаждения.
В непосредствена близост на север от възвишението се намира Рабишкото езеро, което предлага идеални условия за рекреационна дейност, а на южното подножие, на 2,7 км северозападно от село Рабиша се намира една от най-красивите български пещери – Магурата.

## Топографска карта
- Лист от карта K-34-10. Мащаб: 1 : 100 000.